# Dennis Dugan
Pour les articles homonymes, voir Dugan.
Dennis Dugan est un acteur et réalisateur américain né le 5 septembre 1946 à Wheaton, dans l'Illinois (États-Unis).

## Filmographie

### Acteur
- 1971 : L'Hôpital (The Hospital) : un docteur aux urgences
- 1972 : Night Call Nurses
- 1973 : The Girl Most Likely to... (en) (TV) : Charlie Elliott
- 1973 : Death Race (en) (TV) : Pvt. Becker
- 1975 : Le Jour du fléau (The Day of the Locust) : Apprentice
- 1975 : La Fugue (Night Moves) : Boy
- 1975 : Smile de Michael Ritchie : Logan
- 1976 : Le Riche et le Pauvre (Rich Man, Poor Man) (feuilleton TV) : Claude Tinker
- 1976 : Columbo : Last Salute to the Commodore (TV) : Sgt. Theodore 'Mac' Albinsky
- 1976 : Deux Farfelus à New York (Harry and Walter Go to New York) : Lewis
- 1976 : The Fatal Weakness (TV)
- 1976 : Norman... Is That You? : Garson Hobart
- 1976 : Richie Brockelman: The Missing 24 Hours (TV) : Richard 'Richie' Brockelman
- 1977 : Police Story: The Broken Badge (TV)
- 1978 : Last of the Good Guys (TV) : Officer Johnny Lucas
- 1978 : Richie Brockelman (série télévisée) : Richie Brockleman
- 1979 : Un cosmonaute chez le roi Arthur (The Spaceman and King Arthur) : Tom Trimble / Hermes
- 1981 : Hurlements (The Howling) : Chris
- 1982 : Country Gold (TV) : Darryl Appleby
- 1984 : Empire (série télévisée) : Ben Christian
- 1984 : Mister T, l'homme le plus fort du monde (The Toughest Man in the World) (TV) : Dick
- 1985 : Ouragan sur l'eau plate (Water) : Rob
- 1985 : Chasseurs d'ombres (Shadow Chasers) (série télévisée en 13 épis) : Edgar 'Benny' Benedek
- 1987 : Can't Buy Me Love : David Miller
- 1987-1988 : Clair de lune (Moonlighting) - Saison 4, épisodes 10 à 12 (série télévisée) : Walter Bishop
- 1988 : She's Having a Baby : Bill
- 1988 : The New Adventures of Pippi Longstocking : Mr. Settigren
- 1989 : Portrait craché d'une famille modèle (Parenthood) : David Brodsky
- 1990 : Junior le terrible (Problem Child) : All American Dad (caméo)
- 1992 : Brain Donors : Stage Hand
- 1996 : Happy Gilmore : Doug Thompson
- 1999 : Big Daddy : Reluctant Trick-or-Treat Giver
- 2001 : Diablesse (Saving Silverman) de Dennis Dugan : l'arbitre
- 2004 : Karroll's Christmas (TV) : Doorknocker
- 2008 : Rien que pour vos cheveux : le clochard en slip qui danse dans la rue
- 2023 : Knox (Knox Goes Away)  de Michael Keaton : Philo Jones
- 2025 : Happy Gilmore 2 de Kyle Newacheck : Doug Thompson

### Réalisateur
- 1985 : Clair de lune (Moonlighting) (série télévisée)
- 1987 : Un flic dans la mafia (Wiseguy) (série télévisée)
- 1990 : Junior le terrible (Problem Child)
- 1992 : Y a-t-il quelqu'un pour l'ambulance ? (Brain Donors)
- 1993 : Columbo : Butterfly in Shades of Grey (TV)
- 1994 : The Byrds of Paradise (en) (série télévisée)
- 1994 : Traps (série télévisée)
- 1994 : Chicago Hope : La Vie à tout prix (Chicago Hope) (série télévisée)
- 1994 : The Shaggy Dog (TV)
- 1995 : Marker (série télévisée)
- 1996 : Happy Gilmore
- 1997 : Le Ninja de Beverly Hills (Beverly Hills Ninja)
- 1997 : Ally McBeal (série télévisée)
- 1999 : Big Daddy
- 1999 : Shasta (série télévisée)
- 2001 : Diablesse (Saving Silverman)
- 2003 : National Security
- 2004 : Karroll's Christmas (TV)
- 2007 : Quand Chuck rencontre Larry
- 2008 : Rien que pour vos cheveux
- 2010 : Copains pour toujours
- 2011 : Le Mytho
- 2011 : Jack et Julie
- 2013 : Copains pour toujours 2
- 2020 : Love, Weddings and Other Disasters